# Мамія Ріндзо
Мамія Ріндзо (яп. 間宮林蔵, まみやりんぞう; 1780 – 13 квітня 1844) – японський дослідник і першовідкривач періоду Едо, таємний ревізор Едоського сьоґунату. 

## Короткі відомості
Мамія Ріндзо народився 1780 року в селянській родині, в селі Камі-Хіраянаґі повіту Цукуба провінції Хітаті. За родинним переказом, пращури Мамії були самураями, васалами роду Ходзьо, які переселилися у цю місцевість після 1590 року, коли їхній сюзеренський рід було ліквідовано об’єднувачем Японії Тойотомі Хідейосі.
1795 року, під час будівництва сьоґунатом заплави Ока на річці Тоне, завідувач будівництва Ґедзьо Йосіносуке примітив 16-річного Ріндзо, який мав здібності до математики і географії, та відправив його до міста Едо, на навчання до наставника Муракамі Сіманосуке. У 20-річному віці Мамія вперше переправився разом із вчителем Муракамі до «землі айнів» – острова Хоккайдо. Наступного року він став учнем японського купця і географа Іно Тадатаки.
У 24 роки Ріндзо разом з Іно займався обчислюванням площі східної частини Хоккайдо та південних Курильських островів. Через два роки хлопця призначили на посаду астронома і географа у місцевості Хідака на острові Хоккайдо.
Наступного року він подорожував з експедицією на острів Ітуруп з Курильської гряди, де провів обрахунок берегової лінії та проклав першу дорогу.
1809 року, 29-річний Мамія отримав перший наказ дослідити острів Карафуто – сучасний Сахалін. У другій експедиції, що була проведена наступного року, він відкрив, що Сахалін не сполучається з материком, а роз’єднаний протокою. Ця протока була названа на честь першовідкривача – протока Мамії.
З наступного року після смерті свого вчителя Іно, 40-річний Ріндзо приступив до обрахунку внутрішніх районів Хоккайдо. Його робота була завершена за три роки.
У 45 років Мамія був призначений таємним патрулюючим іноземних кораблів і охороняв берега регіону Тохоку. 1829 року він був замішаний у так званому інциденті з Зібольдтом, коли він передав рахунковому уряднику нерозкритий пакет німецького лікаря Зібольта, в якому знаходилась карта Японії та мон сьоґунів, які заборонялися вивозити з країни.
1830 року за вірну службу Ріндзо було призначено таємним ревізором сьоґунату до Наґасакі.
У 1834 році 55-річний Мамія був прийнятий до Міто-хану. Двома роками пізніше він, перебуваючи на посаді таємного ревізора, викрив контрабандні операції місцевих купців і чиновників у містечку Хамада провінції Івамі.
У 59 років Мамія захворів і перебував в місті Едо. Шістьма роками потому, 1844 року, він помер у 65-річному віці у власній міській садибі.
Ріндзо не мав власних дітей, але його рід продовжили нащадки бічних гілок роду Мамія.

## Праці
- Ілюстровані записи про життя айнів (蝦夷生計図説), 1809.
- Ілюстровані записи про північних айнів (北蝦夷図説), 1810.
- Записи подорожі до східних татар (東韃紀行) 1810.
- Записи подорожі до краю східних татар (東韃地方紀行) 1811.